# Johann Baptist von Hofstetten
Johann Baptist von Hofstetten (* 12. Juli 1847; † 15. Januar 1887 in Berlin) war ein früher Förderer der deutschen sozialistischen Arbeiterbewegung.

## Leben
Er stammte aus einer süddeutschen Adelsfamilie und diente als Offizier in der bayerischen Armee. Zeitweise war er sogar vorgesehen, den späteren König  Ludwig II. während dessen Studiums zu begleiten. Diese Stellung gab er auf, um als Schriftsteller und Journalist zu leben. Er siedelte nach Berlin über und heiratete eine Gräfin Strachwitz, die ein gewisses Vermögen mit in die Ehe brachte. Er verkehrte in den gehobenen Kreisen der Berliner Gesellschaft. 
Er wurde Anhänger von Ferdinand Lassalle und trat in den Allgemeinen Deutschen Arbeiterverein (ADAV) ein. Auch zur Gräfin Hatzfeld, die Taufpatin für eine Tochter Hofstettens war, bestanden Beziehungen. Auf Bitten Lassalles kam er zu dessen tödlichem Duell mit Rakowitza nach Genf und fungierte als Unparteiischer. In seinem Testament vermachte Lassalle Hofstetten unter anderem seine Waffensammlung.
Zusammen mit Johann Baptist von Schweitzer gründete er im Jahr 1864 mit der Zeitung „Der Social-Demokrat“ das zentrale Organ des ADAV. Beide zusammen waren Besitzer und Redakteure des Blattes. Die Zeitung war allein auf Grund ihrer recht geringen Abonnentenzahl nicht lebensfähig und von Hofstetten sicherte das Überleben der Zeitung durch sein eigenes Vermögen. Dieses wurde dadurch bis zum Jahr 1867 aufgebraucht. Seine Frau trennte sich von ihm und lebte danach in Paris. Später heiratete von Hofstetten die Näherin Mathilde Schultz (* 12. Juli 1847).
Bei Karl Marx erregte er Unwillen als Plagiator, als Hofstetten in einer Rede auf der Generalversammlung des Allgemeinen Deutschen Arbeitervereins 1867 Stellen aus dem Kapital wörtlich wiedergab, ohne den Urheber zu erwähnen und dabei auch den Sinn der Stellen zu entstellen. Marx kritisierte dies im anonym erschienenen Artikel Plagiarismus.
August Bebel berichtete, wie von Schweitzer von Hofstetten Anfang 1868 nach Wien abschieben wollte, wo dieser ein sozialdemokratisches Blatt gründen sollte, damit aber scheiterte. Bei seiner Rückkehr verweigerte von Schweitzer seinem Kompagnon die Rückkehr in die Redaktion und führte seither die Zeitung allein. Von Hofstetten hielt 1869 auf der Generalversammlung des ADAV eine scharfe Anklagerede gegen von Schweitzer. Über den Bruch mit von Schweitzer veröffentlichte er eine Schrift. Hofstetten war im August 1869 Delegierter bei der Gründung der mit dem ADAV konkurrierenden SDAP.
Von Hofstetten lebte in der Folge bescheiden als Berichterstatter einiger Zeitungen. Er war dennoch nicht völlig vergessen, wie sich bei seiner Beerdigung zeigte. Hunderte von Arbeitern und einige Führer der Arbeiterbewegung waren zu seiner Beerdigung auf dem Friedhof der freireligiösen Gemeinde Pappel-Allee erschienen. Sozialdemokratische Abgeordnete waren nicht darunter. Von verschiedenen Organisationen kamen Kränze. Angesichts des Sozialistengesetzes war die Beerdigung auch eine Demonstration für die sozialistische Arbeiterbewegung.

## Werke
- Mein Verhältniss zu Herrn von Schweitzer und zum „Social-Demokrat“. Reichardt & Zander, Berlin 1869

## Briefe / Archivalien
- IISG Nachlass Johann Philipp Becker sechs Briefe 1864 und 1865 Signatur: D I 1048-1053
- IISG Nachlass Allgemeiner Deutscher Arbeiterverein/Hatzfeldt Archives. Anzeige gegen v. Schweitzer und von Hofstetten bei dem Königlichen Staatsanwalt am Stadtgericht zu Berlin. Signatur: 189
- Zentral- und Landesbibliothek Berlin. Hofstetten an Unbekannt 7. März 1866. Signatur: Kuc8-8-39 bis 8-8-40
- Zentral- und Landesbibliothek Berlin. Ankündigung des Erscheinens der Zeitung „Der Social-Demokrat“ 12. Dezember 1864 Signatur: Kuc8-8-39 bis 8-8-40
- Zentral- und Landesbibliothek Berlin. Vertrag über den „Social-Demokrat“ von Hofstetten, Schweitzer und August Perl vom 1. Juli 1866. Signatur: Kuc8-8-142
- RGASPI, Moskau. Hofstetten an Friedrich Engels 28. Dezember 1864 Signatur: F. 1 op. 5. d. 1506
- RGASPI, Moskau. Hofstetten an Karl Marx 28. Dezember 1864 Signatur: F. 1 op. 5. d. 1505